# Мелков, Анатолий Сергеевич
Анатолий Сергеевич Мелков (1909—1983) — советский театральный художник, заслуженный деятель искусств Карело-Финской ССР. Заслуженный деятель искусств РСФСР (1 августа 1980).

## Биография
Родился в семье рабочего фабрики «Кушнарева и Сытина» в г. Москве. В 1917 г. умерла мать, в 1919 г. — отец. А. Мелков после смерти родителей проживал у родственников, в 1928 г окончил школу-девятилетку и курсы по подготовке в вуз. Участвовал в научно-исследовательской экспедиции АН СССР по исследованию ремесел, промыслов и народного творчества народов Казахстана, сделал более 200 рисунков национальных орнаментов.
В 1929 г. обучался в художественной студии в г. Ленинграде. С 1930 г. — служил в Ленинградско-Борисоглебской кавалерийской школе в качестве художника, а также обучался в Ленинградском государственном политехникуме на отделении изобразительных искусств, класс театра.
В 1931 г. направлен Ленинградским областным союзом работников изобразительного искусства бригадиром художников на фабрику «Красный Швейник» для выполнения промфинплана. Часть работ бригады была выставлена в Русском музее.
После окончания работ приступил к работе художником в Мурманском театре, участвовал в оформлении улиц города к праздникам.
С 1932 по 1941 г. — художник в системе управления по делам искусств Ленобисполком — в Ленинградском малом драмтеатре, театре обкома ВЛКСМ, Ленинградском государственном финском театре, Ленинградском районном театре, Ленинградском передвижном театре, а также городских театрах — ДСК, государственном новом театре, Ленинградском государственном театре драмы и комедии, новом театре юных зрителей.
За оформление спектакля театра обкома ВЛКСМ «Шторм» был награждён почётной грамотой Леноблисполкома.
Член Союза советских художников.
В июне 1941 г. — главный художник Республиканского театра русской драмы Карело-Финской ССР, 29 августа 1941 г. эвакуирован вместе с театром, с 15 июля 1942 г. — вместе с театром в Беломорске, участвует в оформлении спектаклей карельских театров, в том числе «Девушка из Барселоны», «Мой бедный Марат». В 1943 г. в качестве художника республиканского театра музыкальной комедии Карело-Финской ССР награждён почётной грамотой Верховного Совета КФССР. В 1945—1948 гг. главный художник театра в Сортавале.
В 1950-х — 1970-х гг. — в театре имени Комиссаржевской.
В 1961—1980 гг. — главный художник Ленинградского театра им. Ленсовета.
Оформил спектакли: «Разлом» Б. А. Лавренева (1950, БДТ), «Третья патетическая» (1958), «Наступит день…» П. К. Магну (1962), «Таня» (1963), «Варшавская мелодия» Л. Г. Зорина (1967), «Укрощение строптивой» У. Шекспира (1970), «Станция» Н. Хикмета (1980). и другие.